# Maxville (Montana)
Maxville – jednostka osadnicza w Stanach Zjednoczonych, w stanie Montana, w hrabstwie Granite.